# Mare de Déu de la Gorga
La Mare de Déu de la Gorga és un santuari del municipi de Preixens (Noguera) inclòs en l'Inventari del Patrimoni Arquitectònic de Catalunya.
És situat al mig dels camps de conreu que hi ha al nord-est del poble de Preixens a prop del poble de Mafet del municipi d'Agramunt.

## Història
Pràcticament no es coneix cap notícia històrica d'aquesta església, també coneguda com a nostra senyora de la Guarga. S'hi venerava una imatge romànica de la Mare de Déu d'uns 60 cm d'alçada que va ser cremada el 1936 junt amb la destrucció del santuari. S'hi celebrava la festa el dilluns de Pasqua en la que es cantaven els Goigs, dels que se'n conserven alguns de molt antics. Era annexa a l'església de Sant Pere de Preixens i, a través d'aquesta parròquia va dependre de Sant Pere d'Àger. Així consta en el llibre de visita de l'arxipreste d'Àger Francesc Esteva de 1757-58, moment en què ja s'havia convertit en una ermita. Al costat de l'església primitiva es construí un santuari modern, avui també malmès. En aquest santuari, la tradició popular hi ha volgut veure un antic monestir.

## Arquitectura
Es tracta d'una església romànica molt enrunada, situada en el sector sud-est d'un conjunt d'edificacions datables entre els segles XV i XVII, corresponents a l'hostatgeria o casa que acompanyava el santuari des d'època moderna. El temple, d'una sola nau capçada a llevant per un absis semicircular, té la volta enrunada com també part de l'absis i bona part del mur sud; la façana de ponent està embeguda en el mur est de l'edifici de dues plantes que podria correspondre a les dependències del santuari modern.
La volta de l'església probablement de canó, de perfil semicircular era reforçada per quatre arcs torals, dos dels quals recolzaven directament sobre pilastres de planta rectangular adossades als murs. Els altres dos arrenquen d'una mena de cartel·les o culs de llàntia molt poc sortides i també de planta rectangular, que presenten fines motllures rectes i en boet a l'extrem final, situades simètricament entre pilastres i que podrien correspondre a una refacció posterior. Al llarg de tot el mur de la nau i l'absis corre una cornisa motllurada en cavet (motllura còncava la secció de la qual és un quart de cercle) que marca el punt d'arrencada de la volta. La porta d'entrada s'obre en el mur meridional i és formada per dues arquivoltes esglaonades de mig punt, amb dovelles llises però amb cantonades rebaixades en cavet, on a l'arquivolta exterior s'han col·locat perles o boles. A l'interior, aquesta porta conserva la llinda amb les pollegueres i els encaixos del forrellat a la paret de ponent. Actualment hi ha dues portes més que donen a la nau romànica, una al mur nord i l'altra al mur de ponent. Totes dues són posteriors a l'obra original. Dues finestres d'esqueixada simple, una al centre de l'absis, molt malmesa i l'altra al mur de ponent, amb arc de mig punt adovellat. Aquesta façana de ponent tenia també un campanar d'espadanya amb un sol arc de mig punt adovellat. Tota la construcció és feta amb carreus de gres ben escairats, grans i rectangulars.
Totes les solucions arquitectòniques adoptades en aquest edifici ens fan situar l'obra entre el final del segle xii i la primera meitat del segle xiii.